# Karkams
Karkams is een dorp gelegen in de gemeente Kamiesberg in Namakwaland in de Zuid-Afrikaanse provincie Noord-Kaap. Het ligt ten noorden van Garies aan de nationale weg N7. De naam van het plaatsje is afgeleid van een Khoikhoi woord of uitdrukking die met water te maken heeft. Het wordt wel vertaald als 'vlak water', 'schaars water' of zelfs 'springend water', verwijzend naar de bronnen in de omgeving.